# Grytting
Grytting (nordsamisk : Grivttegak) est une localité du comté de Nordland, en Norvège qui compte environ 125 habitants.

## Géographie
Administrativement, Grytting fait partie de la kommune de Hadsel depuis 1963.
L'aéroport de Stokmarknes se trouve à environ 6 km.